# Gonotyl
Das Gonotyl (syn. Genitalsaugnapf) ist ein Paarungsorgan einiger Saugwürmer. Es ist neben dem Mund- und Bauchsaugnapf eine dritte Haftstruktur, die im Bereich der Geschlechtsöffnung (Genitalpore) lokalisiert ist. Das Gonotyl kann mit Chitinstacheln bewaffnet sein. Aufbau, Form und Bewaffnung variieren bei den Arten, so dass es zur Artbestimmung herangezogen werden kann. Das Gonotyl ist eine muskulöse Struktur, die wie ein reduzierter Bauchsaugnapf oder muskulöser Lappen aussieht.
Bei den Cryptogonimidae liegt das Gonotyl im Regelfall unmittelbar vor dem Bauchsaugnapf, bei Neochasmus etwa auf Höhe des Bauchsaugnapfs,  bei Orientodiploproctodaeum diacanthi und Retrobulla angelae direkt dahinter. Typisch ist ein Gonotyl auch bei den Heterophyidae, bei denen es unmittelbar an den Bauchsaugnapf angrenzt.